# 722 Frieda
722 Frieda
722 Frieda là một tiểu hành tinh ở vành đai chính. Nó được Johann Palisa phát hiện ngày 18.10.1911 ở Viên, và được đặt theo tên Frieda, con gái của nhà thiên văn học người Áo Karl Hillebrand